# 中田港 (広島県)
中田港（なかたこう）は、広島県江田島市にある港湾。港湾管理者は広島県。地方港湾。

## 概要
「中田港」が正式名称であるが、江田島市・江田島バスでは、中町港（中町桟橋）・高田港（高田桟橋）という通称を使っている。
2008年4月27日、江田島市能美町中町に中田港旅客ターミナルが整備された。
中町港（中町桟橋）
江田島市能美町中町
北緯34度13分26.00秒 東経132度26分39.30秒 / 北緯34.2238889度 東経132.4442500度
高田港（高田桟橋）
江田島市能美町高田
北緯34度14分12.70秒 東経132度26分6.70秒 / 北緯34.2368611度 東経132.4351944度

## 航路
- 瀬戸内シーライン（高速船）
  - 中町港 - 高田港 - 広島港

※能美海上ロッジ寄港便も有り